# Har Šezor
Har Šezor (hebrejsky: הר שזור) je vrch o nadmořské výšce 886 metrů v severním Izraeli, v Horní Galileji.
Nachází se cca 6 kilometrů severovýchodně od města Karmi'el. Má podobu dílčího zalesněného pahorku, který vystupuje nad hranu mohutného terénního zlomu, jenž odděluje náhorní planinu Horní Galileje od údolí Bejt ha-Kerem. Tento svah dosahuje výškového rozdílu přes 400 metrů. Západně odtud je nazýván Matlul Curim. Podél západního okraje kopce do údolí sestupuje vádí Nachal Talil. Na úpatí kopce leží pod tímto srázem Sadžur, u vrcholu je to vesnice Charašim. Východním směrem mohutný zlom pokračuje dalším dílčím vrcholem Har Hod.